# William Whitlock
William Charles Whitlock (Southampton, 20 juin 1918 - 2 novembre 2001, Leicester), parfois connu sous le nom de Bill Whitlock, est un homme politique du parti travailliste britannique.

## Biographie
Whitlock fait ses études à Itchen Grammar School et à l'Université de Southampton. Il s'est porté volontaire pour l'armée britannique après avoir obtenu son diplôme et rejoint rapidement les Royal Hampshire Regiment. Faisant partie du Corps expéditionnaire britannique, il fait partie de ceux évacués le dernier jour à Dunkerque, s'échappant à bord d'un chalutier de pêche . À la fin de 1940, il se porte volontaire pour les forces aéroportées. Affecté à la 1re division aéroportée britannique, il atterrit près de Nimègue lors de l'opération Market Garden et est l'une des rares troupes aéroportées britanniques à échapper à la mort ou à la capture pendant l'opération. Excellent linguiste, il reste dans l'armée pendant une année supplémentaire, comme traducteur allemand pendant l'occupation .
Il est nommé organisateur régional du Syndicat des travailleurs des ateliers, de la distribution et des travailleurs connexes en 1946. En 1957, il devient président du Parti travailliste de Leicester City .
Whitlock est élu député de Nottingham North en 1959. Tout au long de sa carrière, il se fait le champion de l'amélioration des conditions des employés de bureau. Whip du parti à partir de 1962, Whitlock est nommé vice-chambellan du ménage en 1964 et conserve ses fonctions jusqu'en 1966. Il est alors brièvement Lord Commissaire du Trésor avant d'être nommé Contrôleur de la Maison. En 1967, il est à nouveau brièvement commissaire au Trésor avant d'être nommé sous-secrétaire d'État aux relations avec le Commonwealth. À ce poste, il est responsable des affaires africaines et il préconise l'admission des Asiatiques expulsés d'Ouganda en Grande-Bretagne. Lors de la fusion du ministère des Affaires étrangères et des relations avec le Commonwealth en 1968, il devient sous-secrétaire d'État parlementaire aux Affaires étrangères et du Commonwealth. Envoyé en 1969 pour négocier avec le gouvernement naissant d'Anguilla, alors en sécession de Saint-Kitts-et-Nevis, il est expulsé du pays sous la menace d'une arme . L'incident met fin à sa carrière ministérielle.
En 1983, il perd son siège de façon inattendue, de 362 voix, au profit du candidat du Parti conservateur Richard Ottaway dans le cadre de la défaite nationale du Labour cette année-là.